# Liz Johnson
Elizabeth "Liz" Johnson (3 de desembre de 1985) és una nedadora britànica que ha guanyat medalles d'or als campionats del món dels Jocs Paralímpics i dels Comitès Paralímpics Internacionals (CPI). Té paràlisi cerebral, cosa que la situa a la classificació S6 de nedadores amb malalties mentals.

## Vida personal
Johnson va néixer a Newport, Gal·les del sud, el 3 de desembre de 1985. Té paràlisi cerebral i als tres anys la seva mare va animar-la a unir-se a un grup de nedadors discapacitats per enfortir i relaxar els seus músculs. Al final l'esport va acabar agradant-li, i va ser seleccionada per nadar per l'equip de Gran Bretanya als 14 anys, competint com a nedadora S6. Johnson va assistir a la Universitat de Swansea i el 2008 va completar un grau en finança i administració empresarial. Actualment viu a Bath, Somerset, i entrena amb la el grup d'entrenament de la Universitat de Bath, l'Equip Bath.
Mentre Johnson era a l'avió anat cap als Jocs paralímpics de 2008 a Pequín, la seva mare va morir després de patir càncer cervical durant anys. Quan li van dir que el funeral podia ajornar-se fins que tornés a casa, va decidir continuar amb els Jocs.
Johnson dedica un dia a la setmana estudiant comptabilitat, i està considerant una carrera en aquest camp quan es retiri de la natació competitiva.
Ha estat en una relació amb el nadador brasiler Phelipe Rodrigues des de 2011.
El juliol de 2016, Johnson va aparèixer en l'onzena temporada de Celebrity Masterchef a BBC One.

## Carrera

### Natació
Johnson té un paper important a l'equip britànic de Natació paralímpica; especialitzada en la braça, és una de les poques persones que ha guanyat medalles d'or en els Jocs Paralímpics, Campionats del Món i Campionats d'Europa.
En els Campionats del Món de natació CPI de 2006 a Durban, Sud-àfrica, Johnson va guanyar una medalla d'or individual als 100 metres de braça i dues a les curses de relleu. Va repetir el seu èxit de braça en l'esdeveniment de 2009, trencant el rècord mundial, i també va guanyar dues medalles individuals de bronze a estils. Va guanyar l'or en els 100 metres de braça als Jocs Paralímpics d'Estiu de 2008, onze dies després de la mort de la seva mare, i va dedicar la victòria a la seva memòria.
Els èxits de Johnson van ser reconeguts quan, l'abril de 2011, se li va concedir l'honor de posar l'última rajola a la piscina de competició del Centre Aquàtic de Londres.
Johnson va augmentar la seva col·lecció de medalles paralímpiques als Paralímpics de Londres de 2012, quan va establir un nou rècord paralímpic. Johnson aconseguir el temps rècord d'1:40,90 en aquella temporada, i va guanyar la medalla de bronze als 100 metres d'esquena SB6. Durant la preparació pels seus quarts Paralímpics a Rio, Johnson va ser operada per una hèrnia. Durant la recuperació no va poder entrenar, cosa que va impactar negativament la seva preparació per les proves dels Paralímpics de 2016. En fallar les proves, va prendre la decisió de retirar-se de la natació competitiva.

### Emprenadoria
L'agost de 2018, Johnson va anunciar l'inici de "The Ability People", una organització que té com a objectiu el reclutament de persones discapacitades al costat de les persones no discapacitades sense discriminació.